# Copa Libertadores 2023
Navigation
Édition précédente Édition suivante
La Copa Libertadores 2023 est la 64e édition de la Copa Libertadores. Le club vainqueur de la compétition est désigné champion d'Amérique du Sud 2023. 47 clubs sud-américains y participent. Le vainqueur représente la CONMEBOL lors de la Coupe du monde des clubs 2023, également celle de 2025 et de la Recopa Sudamericana 2024.

## Participants
47 équipes provenant de 10 associations membres de la CONMEBOL participent à la Copa Libertadores 2023.
Le format de la saison précédente est reconduit pour cette édition : le nombre de clubs directement admis en phase principale de groupes (32 équipes) est de 28, et la phase qualificative offre 4 places pour cette même phase de groupes.

### Distribution de places
| Associations                           | Places | Phase de groupes | Phase 3 | Phase 2 | Phase 1 |
| -------------------------------------- | ------ | ---------------- | ------- | ------- | ------- |
| Brésil                                 | 7      | 5                | –       | 2       | –       |
| Argentine                              | 6      | 5                | –       | 1       | –       |
| Chili                                  | 4      | 2                | –       | 2       | –       |
| Colombie                               | 4      | 2                | –       | 2       | –       |
| Bolivie                                | 4      | 2                | –       | 1       | 1       |
| Équateur                               | 4      | 2                | –       | 1       | 1       |
| Paraguay                               | 4      | 2                | –       | 1       | 1       |
| Pérou                                  | 4      | 2                | –       | 1       | 1       |
| Uruguay                                | 4      | 2                | –       | 1       | 1       |
| Venezuela                              | 4      | 2                | –       | 1       | 1       |
| Vainqueur de la Copa Libertadores 2022 | 1      | 1                | –       | –       | –       |
| Vainqueur de la Copa Sudamericana 2022 | 1      | 1                | –       | –       | –       |
| Phase antérieure                       | –      | 4                | 8       | 3       | –       |
| Total                                  | 47     | 32               | 8       | 16      | 6       |

### Clubs participants
| Phase de groupes | Phase de groupes | Phase de groupes | Phase de groupes | Phase de groupes | Phase de groupes | Phase de groupes | Phase de groupes | Phase de groupes | Phase de groupes | Phase de groupes | Phase de groupes | Phase de groupes | Phase de groupes | Phase de groupes | Phase de groupes |
| --- | --- | --- | --- | --- | --- | --- | --- | --- | --- | --- | --- | --- | --- | --- | --- |
| - Flamengo Vainqueur de la Copa Libertadores 2022 - Independiente del Valle Vainqueur de la Copa Sudamericana 2022 - Palmeiras Vainqueur du Championnat du Brésil de football 2022 - Internacional 2e du Championnat du Brésil de football 2022 - Fluminense 3e du Championnat du Brésil de football 2022 - Corinthians 4e du Championnat du Brésil de football 2022 - Athletico Paranaense 6e du Championnat du Brésil de football 2022 - Racing Club 1er du tableau annuel du Championnat d'Argentine de football 2022 - River Plate 2e du Championnat d'Argentine de football 2022 - Argentinos Juniors 3e du Championnat d'Argentine de football 2022 - Patronato Vainqueur de la Coupe d'Argentine de football 2022 - Boca Juniors Vainqueur de la Coupe de la Ligue professionnelle argentine de football 2022 - Colo-Colo Vainqueur du Championnat du Chili de football 2022 - Ñublense 2e du Championnat du Chili de football 2022 | - Flamengo Vainqueur de la Copa Libertadores 2022 - Independiente del Valle Vainqueur de la Copa Sudamericana 2022 - Palmeiras Vainqueur du Championnat du Brésil de football 2022 - Internacional 2e du Championnat du Brésil de football 2022 - Fluminense 3e du Championnat du Brésil de football 2022 - Corinthians 4e du Championnat du Brésil de football 2022 - Athletico Paranaense 6e du Championnat du Brésil de football 2022 - Racing Club 1er du tableau annuel du Championnat d'Argentine de football 2022 - River Plate 2e du Championnat d'Argentine de football 2022 - Argentinos Juniors 3e du Championnat d'Argentine de football 2022 - Patronato Vainqueur de la Coupe d'Argentine de football 2022 - Boca Juniors Vainqueur de la Coupe de la Ligue professionnelle argentine de football 2022 - Colo-Colo Vainqueur du Championnat du Chili de football 2022 - Ñublense 2e du Championnat du Chili de football 2022 | - Flamengo Vainqueur de la Copa Libertadores 2022 - Independiente del Valle Vainqueur de la Copa Sudamericana 2022 - Palmeiras Vainqueur du Championnat du Brésil de football 2022 - Internacional 2e du Championnat du Brésil de football 2022 - Fluminense 3e du Championnat du Brésil de football 2022 - Corinthians 4e du Championnat du Brésil de football 2022 - Athletico Paranaense 6e du Championnat du Brésil de football 2022 - Racing Club 1er du tableau annuel du Championnat d'Argentine de football 2022 - River Plate 2e du Championnat d'Argentine de football 2022 - Argentinos Juniors 3e du Championnat d'Argentine de football 2022 - Patronato Vainqueur de la Coupe d'Argentine de football 2022 - Boca Juniors Vainqueur de la Coupe de la Ligue professionnelle argentine de football 2022 - Colo-Colo Vainqueur du Championnat du Chili de football 2022 - Ñublense 2e du Championnat du Chili de football 2022 | - Flamengo Vainqueur de la Copa Libertadores 2022 - Independiente del Valle Vainqueur de la Copa Sudamericana 2022 - Palmeiras Vainqueur du Championnat du Brésil de football 2022 - Internacional 2e du Championnat du Brésil de football 2022 - Fluminense 3e du Championnat du Brésil de football 2022 - Corinthians 4e du Championnat du Brésil de football 2022 - Athletico Paranaense 6e du Championnat du Brésil de football 2022 - Racing Club 1er du tableau annuel du Championnat d'Argentine de football 2022 - River Plate 2e du Championnat d'Argentine de football 2022 - Argentinos Juniors 3e du Championnat d'Argentine de football 2022 - Patronato Vainqueur de la Coupe d'Argentine de football 2022 - Boca Juniors Vainqueur de la Coupe de la Ligue professionnelle argentine de football 2022 - Colo-Colo Vainqueur du Championnat du Chili de football 2022 - Ñublense 2e du Championnat du Chili de football 2022 | - Flamengo Vainqueur de la Copa Libertadores 2022 - Independiente del Valle Vainqueur de la Copa Sudamericana 2022 - Palmeiras Vainqueur du Championnat du Brésil de football 2022 - Internacional 2e du Championnat du Brésil de football 2022 - Fluminense 3e du Championnat du Brésil de football 2022 - Corinthians 4e du Championnat du Brésil de football 2022 - Athletico Paranaense 6e du Championnat du Brésil de football 2022 - Racing Club 1er du tableau annuel du Championnat d'Argentine de football 2022 - River Plate 2e du Championnat d'Argentine de football 2022 - Argentinos Juniors 3e du Championnat d'Argentine de football 2022 - Patronato Vainqueur de la Coupe d'Argentine de football 2022 - Boca Juniors Vainqueur de la Coupe de la Ligue professionnelle argentine de football 2022 - Colo-Colo Vainqueur du Championnat du Chili de football 2022 - Ñublense 2e du Championnat du Chili de football 2022 | - Flamengo Vainqueur de la Copa Libertadores 2022 - Independiente del Valle Vainqueur de la Copa Sudamericana 2022 - Palmeiras Vainqueur du Championnat du Brésil de football 2022 - Internacional 2e du Championnat du Brésil de football 2022 - Fluminense 3e du Championnat du Brésil de football 2022 - Corinthians 4e du Championnat du Brésil de football 2022 - Athletico Paranaense 6e du Championnat du Brésil de football 2022 - Racing Club 1er du tableau annuel du Championnat d'Argentine de football 2022 - River Plate 2e du Championnat d'Argentine de football 2022 - Argentinos Juniors 3e du Championnat d'Argentine de football 2022 - Patronato Vainqueur de la Coupe d'Argentine de football 2022 - Boca Juniors Vainqueur de la Coupe de la Ligue professionnelle argentine de football 2022 - Colo-Colo Vainqueur du Championnat du Chili de football 2022 - Ñublense 2e du Championnat du Chili de football 2022 | - Flamengo Vainqueur de la Copa Libertadores 2022 - Independiente del Valle Vainqueur de la Copa Sudamericana 2022 - Palmeiras Vainqueur du Championnat du Brésil de football 2022 - Internacional 2e du Championnat du Brésil de football 2022 - Fluminense 3e du Championnat du Brésil de football 2022 - Corinthians 4e du Championnat du Brésil de football 2022 - Athletico Paranaense 6e du Championnat du Brésil de football 2022 - Racing Club 1er du tableau annuel du Championnat d'Argentine de football 2022 - River Plate 2e du Championnat d'Argentine de football 2022 - Argentinos Juniors 3e du Championnat d'Argentine de football 2022 - Patronato Vainqueur de la Coupe d'Argentine de football 2022 - Boca Juniors Vainqueur de la Coupe de la Ligue professionnelle argentine de football 2022 - Colo-Colo Vainqueur du Championnat du Chili de football 2022 - Ñublense 2e du Championnat du Chili de football 2022 | - Flamengo Vainqueur de la Copa Libertadores 2022 - Independiente del Valle Vainqueur de la Copa Sudamericana 2022 - Palmeiras Vainqueur du Championnat du Brésil de football 2022 - Internacional 2e du Championnat du Brésil de football 2022 - Fluminense 3e du Championnat du Brésil de football 2022 - Corinthians 4e du Championnat du Brésil de football 2022 - Athletico Paranaense 6e du Championnat du Brésil de football 2022 - Racing Club 1er du tableau annuel du Championnat d'Argentine de football 2022 - River Plate 2e du Championnat d'Argentine de football 2022 - Argentinos Juniors 3e du Championnat d'Argentine de football 2022 - Patronato Vainqueur de la Coupe d'Argentine de football 2022 - Boca Juniors Vainqueur de la Coupe de la Ligue professionnelle argentine de football 2022 - Colo-Colo Vainqueur du Championnat du Chili de football 2022 - Ñublense 2e du Championnat du Chili de football 2022 | - Atlético Nacional Vainqueur du Tournoi d'ouverture du championnat de Colombie de football 2022 - Deportivo Pereira Vainqueur du Tournoi de clôture du championnat de Colombie de football 2022 - Bolívar Vainqueur du Tournoi d'ouverture du championnat de Bolivie 2022 - The Strongest 2e Tournoi d'ouverture du championnat de Bolivie 2022 - Aucas Vainqueur du Championnat d'Équateur de football 2022 - Barcelona 2e du Championnat d'Équateur de football 2022 - Libertad Vainqueur du Tournoi d'ouverture du championnat du Paraguay 2022 - Olimpia Vainqueur du Tournoi de clôture du championnat du Paraguay 2022 - Alianza Lima Vainqueur du Championnat du Pérou de football 2022 - Melgar 2e du Championnat du Pérou de football 2022 - Nacional Vainqueur du Championnat d'Uruguay de football 2022 - Liverpool 2e du Championnat d'Uruguay de football 2022 - Metropolitanos Vainqueur du Championnat du Venezuela de football 2022 - Monagas 2e du Championnat du Venezuela de football 2022 | - Atlético Nacional Vainqueur du Tournoi d'ouverture du championnat de Colombie de football 2022 - Deportivo Pereira Vainqueur du Tournoi de clôture du championnat de Colombie de football 2022 - Bolívar Vainqueur du Tournoi d'ouverture du championnat de Bolivie 2022 - The Strongest 2e Tournoi d'ouverture du championnat de Bolivie 2022 - Aucas Vainqueur du Championnat d'Équateur de football 2022 - Barcelona 2e du Championnat d'Équateur de football 2022 - Libertad Vainqueur du Tournoi d'ouverture du championnat du Paraguay 2022 - Olimpia Vainqueur du Tournoi de clôture du championnat du Paraguay 2022 - Alianza Lima Vainqueur du Championnat du Pérou de football 2022 - Melgar 2e du Championnat du Pérou de football 2022 - Nacional Vainqueur du Championnat d'Uruguay de football 2022 - Liverpool 2e du Championnat d'Uruguay de football 2022 - Metropolitanos Vainqueur du Championnat du Venezuela de football 2022 - Monagas 2e du Championnat du Venezuela de football 2022 | - Atlético Nacional Vainqueur du Tournoi d'ouverture du championnat de Colombie de football 2022 - Deportivo Pereira Vainqueur du Tournoi de clôture du championnat de Colombie de football 2022 - Bolívar Vainqueur du Tournoi d'ouverture du championnat de Bolivie 2022 - The Strongest 2e Tournoi d'ouverture du championnat de Bolivie 2022 - Aucas Vainqueur du Championnat d'Équateur de football 2022 - Barcelona 2e du Championnat d'Équateur de football 2022 - Libertad Vainqueur du Tournoi d'ouverture du championnat du Paraguay 2022 - Olimpia Vainqueur du Tournoi de clôture du championnat du Paraguay 2022 - Alianza Lima Vainqueur du Championnat du Pérou de football 2022 - Melgar 2e du Championnat du Pérou de football 2022 - Nacional Vainqueur du Championnat d'Uruguay de football 2022 - Liverpool 2e du Championnat d'Uruguay de football 2022 - Metropolitanos Vainqueur du Championnat du Venezuela de football 2022 - Monagas 2e du Championnat du Venezuela de football 2022 | - Atlético Nacional Vainqueur du Tournoi d'ouverture du championnat de Colombie de football 2022 - Deportivo Pereira Vainqueur du Tournoi de clôture du championnat de Colombie de football 2022 - Bolívar Vainqueur du Tournoi d'ouverture du championnat de Bolivie 2022 - The Strongest 2e Tournoi d'ouverture du championnat de Bolivie 2022 - Aucas Vainqueur du Championnat d'Équateur de football 2022 - Barcelona 2e du Championnat d'Équateur de football 2022 - Libertad Vainqueur du Tournoi d'ouverture du championnat du Paraguay 2022 - Olimpia Vainqueur du Tournoi de clôture du championnat du Paraguay 2022 - Alianza Lima Vainqueur du Championnat du Pérou de football 2022 - Melgar 2e du Championnat du Pérou de football 2022 - Nacional Vainqueur du Championnat d'Uruguay de football 2022 - Liverpool 2e du Championnat d'Uruguay de football 2022 - Metropolitanos Vainqueur du Championnat du Venezuela de football 2022 - Monagas 2e du Championnat du Venezuela de football 2022 | - Atlético Nacional Vainqueur du Tournoi d'ouverture du championnat de Colombie de football 2022 - Deportivo Pereira Vainqueur du Tournoi de clôture du championnat de Colombie de football 2022 - Bolívar Vainqueur du Tournoi d'ouverture du championnat de Bolivie 2022 - The Strongest 2e Tournoi d'ouverture du championnat de Bolivie 2022 - Aucas Vainqueur du Championnat d'Équateur de football 2022 - Barcelona 2e du Championnat d'Équateur de football 2022 - Libertad Vainqueur du Tournoi d'ouverture du championnat du Paraguay 2022 - Olimpia Vainqueur du Tournoi de clôture du championnat du Paraguay 2022 - Alianza Lima Vainqueur du Championnat du Pérou de football 2022 - Melgar 2e du Championnat du Pérou de football 2022 - Nacional Vainqueur du Championnat d'Uruguay de football 2022 - Liverpool 2e du Championnat d'Uruguay de football 2022 - Metropolitanos Vainqueur du Championnat du Venezuela de football 2022 - Monagas 2e du Championnat du Venezuela de football 2022 | - Atlético Nacional Vainqueur du Tournoi d'ouverture du championnat de Colombie de football 2022 - Deportivo Pereira Vainqueur du Tournoi de clôture du championnat de Colombie de football 2022 - Bolívar Vainqueur du Tournoi d'ouverture du championnat de Bolivie 2022 - The Strongest 2e Tournoi d'ouverture du championnat de Bolivie 2022 - Aucas Vainqueur du Championnat d'Équateur de football 2022 - Barcelona 2e du Championnat d'Équateur de football 2022 - Libertad Vainqueur du Tournoi d'ouverture du championnat du Paraguay 2022 - Olimpia Vainqueur du Tournoi de clôture du championnat du Paraguay 2022 - Alianza Lima Vainqueur du Championnat du Pérou de football 2022 - Melgar 2e du Championnat du Pérou de football 2022 - Nacional Vainqueur du Championnat d'Uruguay de football 2022 - Liverpool 2e du Championnat d'Uruguay de football 2022 - Metropolitanos Vainqueur du Championnat du Venezuela de football 2022 - Monagas 2e du Championnat du Venezuela de football 2022 | - Atlético Nacional Vainqueur du Tournoi d'ouverture du championnat de Colombie de football 2022 - Deportivo Pereira Vainqueur du Tournoi de clôture du championnat de Colombie de football 2022 - Bolívar Vainqueur du Tournoi d'ouverture du championnat de Bolivie 2022 - The Strongest 2e Tournoi d'ouverture du championnat de Bolivie 2022 - Aucas Vainqueur du Championnat d'Équateur de football 2022 - Barcelona 2e du Championnat d'Équateur de football 2022 - Libertad Vainqueur du Tournoi d'ouverture du championnat du Paraguay 2022 - Olimpia Vainqueur du Tournoi de clôture du championnat du Paraguay 2022 - Alianza Lima Vainqueur du Championnat du Pérou de football 2022 - Melgar 2e du Championnat du Pérou de football 2022 - Nacional Vainqueur du Championnat d'Uruguay de football 2022 - Liverpool 2e du Championnat d'Uruguay de football 2022 - Metropolitanos Vainqueur du Championnat du Venezuela de football 2022 - Monagas 2e du Championnat du Venezuela de football 2022 | - Atlético Nacional Vainqueur du Tournoi d'ouverture du championnat de Colombie de football 2022 - Deportivo Pereira Vainqueur du Tournoi de clôture du championnat de Colombie de football 2022 - Bolívar Vainqueur du Tournoi d'ouverture du championnat de Bolivie 2022 - The Strongest 2e Tournoi d'ouverture du championnat de Bolivie 2022 - Aucas Vainqueur du Championnat d'Équateur de football 2022 - Barcelona 2e du Championnat d'Équateur de football 2022 - Libertad Vainqueur du Tournoi d'ouverture du championnat du Paraguay 2022 - Olimpia Vainqueur du Tournoi de clôture du championnat du Paraguay 2022 - Alianza Lima Vainqueur du Championnat du Pérou de football 2022 - Melgar 2e du Championnat du Pérou de football 2022 - Nacional Vainqueur du Championnat d'Uruguay de football 2022 - Liverpool 2e du Championnat d'Uruguay de football 2022 - Metropolitanos Vainqueur du Championnat du Venezuela de football 2022 - Monagas 2e du Championnat du Venezuela de football 2022 |
| Troisième tour préliminaire | | | | | | | | | | | | | | | |
| Aucune entrée | | | | | | | | | | | | | | | |
| Deuxième tour préliminaire | | | | | | | | | | | | | | | |
| - Atlético Mineiro 7e du Championnat du Brésil de football 2022 - Fortaleza 8e du Championnat du Brésil de football 2022 - Huracán 5e du Championnat d'Argentine de football 2022 - Curicó Unido 3e du Championnat du Chili de football 2022 - Magallanes Vainqueur de la Coupe du Chili de football 2022 - Independiente Medellín 2e du Championnat de Colombie de football 2022 - Millonarios Vainqueur de la Coupe de Colombie de football 2022 | - Atlético Mineiro 7e du Championnat du Brésil de football 2022 - Fortaleza 8e du Championnat du Brésil de football 2022 - Huracán 5e du Championnat d'Argentine de football 2022 - Curicó Unido 3e du Championnat du Chili de football 2022 - Magallanes Vainqueur de la Coupe du Chili de football 2022 - Independiente Medellín 2e du Championnat de Colombie de football 2022 - Millonarios Vainqueur de la Coupe de Colombie de football 2022 | - Atlético Mineiro 7e du Championnat du Brésil de football 2022 - Fortaleza 8e du Championnat du Brésil de football 2022 - Huracán 5e du Championnat d'Argentine de football 2022 - Curicó Unido 3e du Championnat du Chili de football 2022 - Magallanes Vainqueur de la Coupe du Chili de football 2022 - Independiente Medellín 2e du Championnat de Colombie de football 2022 - Millonarios Vainqueur de la Coupe de Colombie de football 2022 | - Atlético Mineiro 7e du Championnat du Brésil de football 2022 - Fortaleza 8e du Championnat du Brésil de football 2022 - Huracán 5e du Championnat d'Argentine de football 2022 - Curicó Unido 3e du Championnat du Chili de football 2022 - Magallanes Vainqueur de la Coupe du Chili de football 2022 - Independiente Medellín 2e du Championnat de Colombie de football 2022 - Millonarios Vainqueur de la Coupe de Colombie de football 2022 | - Atlético Mineiro 7e du Championnat du Brésil de football 2022 - Fortaleza 8e du Championnat du Brésil de football 2022 - Huracán 5e du Championnat d'Argentine de football 2022 - Curicó Unido 3e du Championnat du Chili de football 2022 - Magallanes Vainqueur de la Coupe du Chili de football 2022 - Independiente Medellín 2e du Championnat de Colombie de football 2022 - Millonarios Vainqueur de la Coupe de Colombie de football 2022 | - Atlético Mineiro 7e du Championnat du Brésil de football 2022 - Fortaleza 8e du Championnat du Brésil de football 2022 - Huracán 5e du Championnat d'Argentine de football 2022 - Curicó Unido 3e du Championnat du Chili de football 2022 - Magallanes Vainqueur de la Coupe du Chili de football 2022 - Independiente Medellín 2e du Championnat de Colombie de football 2022 - Millonarios Vainqueur de la Coupe de Colombie de football 2022 | - Atlético Mineiro 7e du Championnat du Brésil de football 2022 - Fortaleza 8e du Championnat du Brésil de football 2022 - Huracán 5e du Championnat d'Argentine de football 2022 - Curicó Unido 3e du Championnat du Chili de football 2022 - Magallanes Vainqueur de la Coupe du Chili de football 2022 - Independiente Medellín 2e du Championnat de Colombie de football 2022 - Millonarios Vainqueur de la Coupe de Colombie de football 2022 | - Atlético Mineiro 7e du Championnat du Brésil de football 2022 - Fortaleza 8e du Championnat du Brésil de football 2022 - Huracán 5e du Championnat d'Argentine de football 2022 - Curicó Unido 3e du Championnat du Chili de football 2022 - Magallanes Vainqueur de la Coupe du Chili de football 2022 - Independiente Medellín 2e du Championnat de Colombie de football 2022 - Millonarios Vainqueur de la Coupe de Colombie de football 2022 | - Always Ready 3e Tournoi d'ouverture du championnat de Bolivie 2022 - Universidad Católica 3e du Championnat d'Équateur de football 2022 - Cerro Porteño 3e du Tournoi de clôture du championnat du Paraguay 2022 - Sporting Cristal 3e du Championnat du Pérou de football 2022 - Deportivo Maldonado 3e du Championnat d'Uruguay de football 2022 - Carabobo 3e du Classement cumulé du championnat du Venezuela 2022 | - Always Ready 3e Tournoi d'ouverture du championnat de Bolivie 2022 - Universidad Católica 3e du Championnat d'Équateur de football 2022 - Cerro Porteño 3e du Tournoi de clôture du championnat du Paraguay 2022 - Sporting Cristal 3e du Championnat du Pérou de football 2022 - Deportivo Maldonado 3e du Championnat d'Uruguay de football 2022 - Carabobo 3e du Classement cumulé du championnat du Venezuela 2022 | - Always Ready 3e Tournoi d'ouverture du championnat de Bolivie 2022 - Universidad Católica 3e du Championnat d'Équateur de football 2022 - Cerro Porteño 3e du Tournoi de clôture du championnat du Paraguay 2022 - Sporting Cristal 3e du Championnat du Pérou de football 2022 - Deportivo Maldonado 3e du Championnat d'Uruguay de football 2022 - Carabobo 3e du Classement cumulé du championnat du Venezuela 2022 | - Always Ready 3e Tournoi d'ouverture du championnat de Bolivie 2022 - Universidad Católica 3e du Championnat d'Équateur de football 2022 - Cerro Porteño 3e du Tournoi de clôture du championnat du Paraguay 2022 - Sporting Cristal 3e du Championnat du Pérou de football 2022 - Deportivo Maldonado 3e du Championnat d'Uruguay de football 2022 - Carabobo 3e du Classement cumulé du championnat du Venezuela 2022 | - Always Ready 3e Tournoi d'ouverture du championnat de Bolivie 2022 - Universidad Católica 3e du Championnat d'Équateur de football 2022 - Cerro Porteño 3e du Tournoi de clôture du championnat du Paraguay 2022 - Sporting Cristal 3e du Championnat du Pérou de football 2022 - Deportivo Maldonado 3e du Championnat d'Uruguay de football 2022 - Carabobo 3e du Classement cumulé du championnat du Venezuela 2022 | - Always Ready 3e Tournoi d'ouverture du championnat de Bolivie 2022 - Universidad Católica 3e du Championnat d'Équateur de football 2022 - Cerro Porteño 3e du Tournoi de clôture du championnat du Paraguay 2022 - Sporting Cristal 3e du Championnat du Pérou de football 2022 - Deportivo Maldonado 3e du Championnat d'Uruguay de football 2022 - Carabobo 3e du Classement cumulé du championnat du Venezuela 2022 | - Always Ready 3e Tournoi d'ouverture du championnat de Bolivie 2022 - Universidad Católica 3e du Championnat d'Équateur de football 2022 - Cerro Porteño 3e du Tournoi de clôture du championnat du Paraguay 2022 - Sporting Cristal 3e du Championnat du Pérou de football 2022 - Deportivo Maldonado 3e du Championnat d'Uruguay de football 2022 - Carabobo 3e du Classement cumulé du championnat du Venezuela 2022 | - Always Ready 3e Tournoi d'ouverture du championnat de Bolivie 2022 - Universidad Católica 3e du Championnat d'Équateur de football 2022 - Cerro Porteño 3e du Tournoi de clôture du championnat du Paraguay 2022 - Sporting Cristal 3e du Championnat du Pérou de football 2022 - Deportivo Maldonado 3e du Championnat d'Uruguay de football 2022 - Carabobo 3e du Classement cumulé du championnat du Venezuela 2022 |
| Premier tour préliminaire | | | | | | | | | | | | | | | |
| - Nacional Potosí 4e du Tournoi d'ouverture du championnat de Bolivie 2022 - El Nacional 4e du Championnat d'Équateur de football 2022 - Club Nacional 4e du Tournoi de clôture du championnat du Paraguay 2022 | - Nacional Potosí 4e du Tournoi d'ouverture du championnat de Bolivie 2022 - El Nacional 4e du Championnat d'Équateur de football 2022 - Club Nacional 4e du Tournoi de clôture du championnat du Paraguay 2022 | - Nacional Potosí 4e du Tournoi d'ouverture du championnat de Bolivie 2022 - El Nacional 4e du Championnat d'Équateur de football 2022 - Club Nacional 4e du Tournoi de clôture du championnat du Paraguay 2022 | - Nacional Potosí 4e du Tournoi d'ouverture du championnat de Bolivie 2022 - El Nacional 4e du Championnat d'Équateur de football 2022 - Club Nacional 4e du Tournoi de clôture du championnat du Paraguay 2022 | - Nacional Potosí 4e du Tournoi d'ouverture du championnat de Bolivie 2022 - El Nacional 4e du Championnat d'Équateur de football 2022 - Club Nacional 4e du Tournoi de clôture du championnat du Paraguay 2022 | - Nacional Potosí 4e du Tournoi d'ouverture du championnat de Bolivie 2022 - El Nacional 4e du Championnat d'Équateur de football 2022 - Club Nacional 4e du Tournoi de clôture du championnat du Paraguay 2022 | - Nacional Potosí 4e du Tournoi d'ouverture du championnat de Bolivie 2022 - El Nacional 4e du Championnat d'Équateur de football 2022 - Club Nacional 4e du Tournoi de clôture du championnat du Paraguay 2022 | - Nacional Potosí 4e du Tournoi d'ouverture du championnat de Bolivie 2022 - El Nacional 4e du Championnat d'Équateur de football 2022 - Club Nacional 4e du Tournoi de clôture du championnat du Paraguay 2022 | - Sport Huancayo 4e du Championnat du Pérou de football 2022 - Boston River 4e du Championnat d'Uruguay de football 2022 - Zamora 4e du Classement cumulé du championnat du Venezuela 2022 | - Sport Huancayo 4e du Championnat du Pérou de football 2022 - Boston River 4e du Championnat d'Uruguay de football 2022 - Zamora 4e du Classement cumulé du championnat du Venezuela 2022 | - Sport Huancayo 4e du Championnat du Pérou de football 2022 - Boston River 4e du Championnat d'Uruguay de football 2022 - Zamora 4e du Classement cumulé du championnat du Venezuela 2022 | - Sport Huancayo 4e du Championnat du Pérou de football 2022 - Boston River 4e du Championnat d'Uruguay de football 2022 - Zamora 4e du Classement cumulé du championnat du Venezuela 2022 | - Sport Huancayo 4e du Championnat du Pérou de football 2022 - Boston River 4e du Championnat d'Uruguay de football 2022 - Zamora 4e du Classement cumulé du championnat du Venezuela 2022 | - Sport Huancayo 4e du Championnat du Pérou de football 2022 - Boston River 4e du Championnat d'Uruguay de football 2022 - Zamora 4e du Classement cumulé du championnat du Venezuela 2022 | - Sport Huancayo 4e du Championnat du Pérou de football 2022 - Boston River 4e du Championnat d'Uruguay de football 2022 - Zamora 4e du Classement cumulé du championnat du Venezuela 2022 | - Sport Huancayo 4e du Championnat du Pérou de football 2022 - Boston River 4e du Championnat d'Uruguay de football 2022 - Zamora 4e du Classement cumulé du championnat du Venezuela 2022 |

## Phase préliminaire

### Premier tour préliminaire
Les équipes classées 4e des six nations les moins performantes (Bolivie, Uruguay, Équateur, Pérou, Paraguay et Venezuela) entrent en lice pour décrocher l'une des trois places pour le deuxième tour préliminaire.
Les matchs aller se déroulent le 7, 8 et 9 février 2023 et les matchs retour se déroulent le 14, 15 et 16 février 2023.
| Équipe          | Aller | Total | Retour | Équipe        |
| --------------- | ----- | ----- | ------ | ------------- |
| Sport Huancayo  | 2 - 1 | 3 - 4 | 1 - 3  | Club Nacional |
| Nacional Potosí | 1 - 6 | 2 - 9 | 1 - 3  | El Nacional   |
| Boston River    | 3 - 1 | 4 - 1 | 1 - 0  | Zamora FC     |

### Deuxième tour préliminaire
Les trois équipes qualifiées rejoignent treize clubs entrant en lice lors de ce deuxième tour.
Les matchs aller se déroulent le 21, 22, 23 février 2023 et les matchs retour se déroulent le 28 février, 1 et 2 mars 2023.
| Équipe               | Aller | Total | Retour | Équipe                 |
| -------------------- | ----- | ----- | ------ | ---------------------- |
| Carabobo FC          | 0 - 0 | 1 - 3 | 1 - 3  | Atlético Mineiro       |
| Club Nacional        | 2 - 0 | 3 - 5 | 1 - 5  | Sporting Cristal       |
| Deportivo Maldonado  | 0 - 0 | 0 - 4 | 0 - 4  | Fortaleza EC           |
| El Nacional          | 2 - 2 | 3 - 4 | 1 - 2  | Independiente Medellín |
| Deportes Magallanes  | 3 - 0 | 6 - 1 | 3 - 1  | Always Ready           |
| Curicó Unido         | 0 - 1 | 0 - 2 | 0 - 1  | Cerro Porteño          |
| Boston River         | 0 - 0 | 0 - 1 | 0 - 1  | CA Huracán             |
| Universidad Católica | 0 - 0 | 1 - 2 | 1 - 2  | Millonarios            |

### Troisième tour préliminaire
Les huit clubs qualifiés s'affrontent pour déterminer les quatre équipes qualifiées pour la phase de groupes. Les perdants sont repêchés en Copa Sudamericana 2023.
Les matchs se déroulent du 7 au 16 mars 2023.
| Équipe                 | Aller | Total | Retour | Équipe              |
| ---------------------- | ----- | ----- | ------ | ------------------- |
| Atlético Mineiro       | 1 - 1 | 4 - 2 | 3 - 1  | Millonarios FC      |
| Sporting Cristal       | 0 - 0 | 1 - 0 | 1 - 0  | CA Huracán          |
| Fortaleza EC           | 0 - 1 | 1 - 3 | 1 - 2  | Cerro Porteño       |
| Independiente Medellín | 1 - 1 | 3 - 1 | 2 - 0  | Deportes Magallanes |

## Phase de groupes
Les quatre qualifiés via les tours préliminaires rejoignent les 28 équipes entrant en lice lors de la phase de poules. Les 32 formations sont réparties en huit poules de quatre et s'affrontent à deux reprises. Les deux premiers se qualifient pour les huitièmes de finale, les huit troisièmes sont repêchés en Copa Sudamericana 2023 et les quatrièmes sont éliminés.
Légende des classements
- Qualifié pour les huitièmes de finale
- Repêché en Copa Sudamericana 2023

### Groupe A
| Rang | Équipe             | Pts | J | G | N | P | Bp | Bc | Diff |  | Résultats (▼ dom., ► ext.) |     |     |     |     |
| ---- | ------------------ | --- | - | - | - | - | -- | -- | ---- |  | -------------------------- | --- | --- | --- | --- |
| 1    | Racing Club        | 13  | 6 | 4 | 1 | 1 | 13 | 6  | +7   |  | Racing Club                |     | 1-1 | 4-0 | 3-2 |
| 2    | CR Flamengo        | 11  | 6 | 3 | 2 | 1 | 11 | 5  | +6   |  | CR Flamengo                | 2-1 |     | 2-0 | 4-0 |
| 3    | Deportivo Ñublense | 5   | 6 | 1 | 2 | 3 | 3  | 10 | -7   |  | Deportivo Ñublense         | 0-2 | 1-1 |     | 2-1 |
| 4    | SD Aucas           | 4   | 6 | 1 | 1 | 4 | 6  | 12 | -6   |  | SD Aucas                   | 1-2 | 2-1 | 0-0 |     |

### Groupe B
| Rang | Équipe                 | Pts | J | G | N | P | Bp | Bc | Diff |  | Résultats (▼ dom., ► ext.) |     |     |     |     |
| ---- | ---------------------- | --- | - | - | - | - | -- | -- | ---- |  | -------------------------- | --- | --- | --- | --- |
| 1    | SC Internacional       | 12  | 6 | 3 | 3 | 0 | 10 | 6  | +4   |  | SC Internacional           |     | 2-2 | 3-1 | 1-0 |
| 2    | Nacional               | 11  | 6 | 3 | 2 | 1 | 9  | 7  | +2   |  | Nacional                   | 1-1 |     | 2-1 | 1-0 |
| 3    | Independiente Medellín | 10  | 6 | 3 | 1 | 2 | 10 | 9  | +1   |  | Independiente Medellín     | 1-1 | 2-1 |     | 4-2 |
| 4    | Metropolitanos FC      | 0   | 6 | 0 | 0 | 6 | 4  | 11 | -7   |  | Metropolitanos FC          | 1-2 | 1-2 | 0-1 |     |

### Groupe C
| Rang | Équipe        | Pts | J | G | N | P | Bp | Bc | Diff |  | Résultats (▼ dom., ► ext.) |     |     |     |     |
| ---- | ------------- | --- | - | - | - | - | -- | -- | ---- |  | -------------------------- | --- | --- | --- | --- |
| 1    | SE Palmeiras  | 15  | 6 | 5 | 0 | 1 | 16 | 6  | +10  |  | SE Palmeiras               |     | 4-0 | 4-2 | 2-1 |
| 2    | Club Bolívar  | 12  | 6 | 4 | 0 | 2 | 11 | 7  | +4   |  | Club Bolívar               | 3-1 |     | 1-0 | 2-0 |
| 3    | Barcelona SC  | 4   | 6 | 1 | 1 | 4 | 7  | 12 | -5   |  | Barcelona SC               | 0-2 | 2-1 |     | 2-2 |
| 4    | Cerro Porteño | 4   | 6 | 1 | 1 | 4 | 5  | 14 | -9   |  | Cerro Porteño              | 0-3 | 0-4 | 2-1 |     |

### Groupe D
| Rang | Équipe           | Pts | J | G | N | P | Bp | Bc | Diff |  | Résultats (▼ dom., ► ext.) |     |     |     |     |
| ---- | ---------------- | --- | - | - | - | - | -- | -- | ---- |  | -------------------------- | --- | --- | --- | --- |
| 1    | Fluminense FC    | 10  | 6 | 3 | 1 | 2 | 10 | 6  | +4   |  | Fluminense FC              |     | 5-1 | 1-1 | 1-0 |
| 2    | River Plate      | 10  | 6 | 3 | 1 | 2 | 11 | 11 | 0    |  | River Plate                | 2-0 |     | 4-2 | 2-0 |
| 3    | Sporting Cristal | 8   | 6 | 2 | 2 | 2 | 8  | 10 | -2   |  | Sporting Cristal           | 1-3 | 1-1 |     | 1-0 |
| 4    | The Strongest    | 6   | 6 | 2 | 0 | 4 | 5  | 7  | -2   |  | The Strongest              | 1-0 | 3-1 | 1-2 |     |

### Groupe E
| Rang | Équipe                  | Pts | J | G | N | P | Bp | Bc | Diff |  | Résultats (▼ dom., ► ext.) |     |     |     |     |
| ---- | ----------------------- | --- | - | - | - | - | -- | -- | ---- |  | -------------------------- | --- | --- | --- | --- |
| 1    | Independiente del Valle | 12  | 6 | 4 | 0 | 2 | 10 | 5  | +5   |  | Independiente del Valle    |     | 3-2 | 3-0 | 2-0 |
| 2    | Argentinos Juniors      | 11  | 6 | 3 | 2 | 1 | 8  | 6  | +2   |  | Argentinos Juniors         | 1-0 |     | 0-0 | 2-1 |
| 3    | SC Corinthians          | 7   | 6 | 2 | 1 | 3 | 7  | 6  | +1   |  | SC Corinthians             | 1-2 | 0-1 |     | 3-0 |
| 4    | Liverpool FC            | 4   | 6 | 1 | 1 | 4 | 4  | 12 | -8   |  | Liverpool FC               | 0-1 | 2-2 | 0-3 |     |

### Groupe F
| Rang | Équipe            | Pts | J | G | N | P | Bp | Bc | Diff |  | Résultats (▼ dom., ► ext.) |     |     |     |     |
| ---- | ----------------- | --- | - | - | - | - | -- | -- | ---- |  | -------------------------- | --- | --- | --- | --- |
| 1    | Boca Juniors      | 13  | 6 | 4 | 1 | 1 | 9  | 2  | +7   |  | Boca Juniors               |     | 2-1 | 1-0 | 4-0 |
| 2    | Deportivo Pereira | 8   | 6 | 2 | 2 | 2 | 5  | 5  | 0    |  | Deportivo Pereira          | 1-0 |     | 1-1 | 2-1 |
| 3    | Colo-Colo         | 6   | 6 | 1 | 3 | 2 | 3  | 5  | -2   |  | Colo-Colo                  | 0-2 | 0-0 |     | 1-0 |
| 4    | Monagas SC        | 5   | 6 | 1 | 2 | 3 | 3  | 8  | -5   |  | Monagas SC                 | 0-0 | 1-0 | 1-1 |     |

### Groupe G
| Rang | Équipe               | Pts | J | G | N | P | Bp | Bc | Diff |  | Résultats (▼ dom., ► ext.) |     |     |     |     |
| ---- | -------------------- | --- | - | - | - | - | -- | -- | ---- |  | -------------------------- | --- | --- | --- | --- |
| 1    | Athletico Paranaense | 13  | 6 | 4 | 1 | 1 | 9  | 4  | +5   |  | Athletico Paranaense       |     | 2-1 | 1-0 | 3-0 |
| 2    | Atlético Mineiro     | 10  | 6 | 3 | 1 | 2 | 7  | 5  | +2   |  | Atlético Mineiro           | 2-1 |     | 0-1 | 2-0 |
| 3    | Club Libertad        | 7   | 6 | 2 | 1 | 3 | 6  | 7  | -1   |  | Club Libertad              | 1-2 | 1-1 |     | 1-2 |
| 4    | Alianza Lima         | 4   | 6 | 1 | 1 | 4 | 3  | 9  | -6   |  | Alianza Lima               | 0-0 | 0-1 | 1-2 |     |

### Groupe H
| Rang | Équipe            | Pts | J | G | N | P | Bp | Bc | Diff |  | Résultats (▼ dom., ► ext.) |     |     |     |     |
| ---- | ----------------- | --- | - | - | - | - | -- | -- | ---- |  | -------------------------- | --- | --- | --- | --- |
| 1    | Club Olimpia      | 14  | 6 | 4 | 2 | 0 | 13 | 4  | +9   |  | Club Olimpia               |     | 3-0 | 1-0 | 4-1 |
| 2    | Atlético Nacional | 10  | 6 | 3 | 1 | 2 | 8  | 8  | 0    |  | Atlético Nacional          | 2-2 |     | 0-1 | 3-1 |
| 3    | CA Patronato      | 6   | 6 | 2 | 0 | 4 | 6  | 11 | -5   |  | CA Patronato               | 0-2 | 1-2 |     | 4-1 |
| 4    | FBC Melgar        | 4   | 6 | 1 | 1 | 4 | 9  | 13 | -4   |  | FBC Melgar                 | 1-1 | 0-1 | 5-0 |     |

## Tableau final
|  | Huitièmes de finale     | Huitièmes de finale     | Huitièmes de finale            | Huitièmes de finale |                   |                   | Quarts de finale   | Quarts de finale   | Quarts de finale   | Quarts de finale   |  |  | Demi-finales                   | Demi-finales                   | Demi-finales                   | Demi-finales                   |  |  | Finale                                           | Finale                                           | Finale                                           | Finale                                           |
|  |                         |                         |                                |                     |                   |                   |                    |                    |                    |                    |  |  |                                |                                |                                |                                |  |  |                                                  |                                                  |                                                  |                                                  |
|  | 3 et 10 août 2023       | 3 et 10 août 2023       | 3 et 10 août 2023              | 3 et 10 août 2023   |                   |                   | 23 et 30 août 2023 | 23 et 30 août 2023 | 23 et 30 août 2023 | 23 et 30 août 2023 |  |  | 28 septembre et 5 octobre 2023 | 28 septembre et 5 octobre 2023 | 28 septembre et 5 octobre 2023 | 28 septembre et 5 octobre 2023 |  |  | 4 novembre 2023 - Stade Maracanã, Rio de Janeiro | 4 novembre 2023 - Stade Maracanã, Rio de Janeiro | 4 novembre 2023 - Stade Maracanã, Rio de Janeiro | 4 novembre 2023 - Stade Maracanã, Rio de Janeiro |
|  | Racing Club             | Racing Club             | 2                              | 3                   |                   |                   | 23 et 30 août 2023 | 23 et 30 août 2023 | 23 et 30 août 2023 | 23 et 30 août 2023 |  |  | 28 septembre et 5 octobre 2023 | 28 septembre et 5 octobre 2023 | 28 septembre et 5 octobre 2023 | 28 septembre et 5 octobre 2023 |  |  | 4 novembre 2023 - Stade Maracanã, Rio de Janeiro | 4 novembre 2023 - Stade Maracanã, Rio de Janeiro | 4 novembre 2023 - Stade Maracanã, Rio de Janeiro | 4 novembre 2023 - Stade Maracanã, Rio de Janeiro |
|  | Racing Club             | Racing Club             | 2                              | 3                   |                   |                   | 23 et 30 août 2023 | 23 et 30 août 2023 | 23 et 30 août 2023 | 23 et 30 août 2023 |  |  | 28 septembre et 5 octobre 2023 | 28 septembre et 5 octobre 2023 | 28 septembre et 5 octobre 2023 | 28 septembre et 5 octobre 2023 |  |  | 4 novembre 2023 - Stade Maracanã, Rio de Janeiro | 4 novembre 2023 - Stade Maracanã, Rio de Janeiro | 4 novembre 2023 - Stade Maracanã, Rio de Janeiro | 4 novembre 2023 - Stade Maracanã, Rio de Janeiro |
|  | Atlético Nacional       | Atlético Nacional       | 4                              | 0                   |                   |                   | 23 et 30 août 2023 | 23 et 30 août 2023 | 23 et 30 août 2023 | 23 et 30 août 2023 |  |  | 28 septembre et 5 octobre 2023 | 28 septembre et 5 octobre 2023 | 28 septembre et 5 octobre 2023 | 28 septembre et 5 octobre 2023 |  |  | 4 novembre 2023 - Stade Maracanã, Rio de Janeiro | 4 novembre 2023 - Stade Maracanã, Rio de Janeiro | 4 novembre 2023 - Stade Maracanã, Rio de Janeiro | 4 novembre 2023 - Stade Maracanã, Rio de Janeiro |
|  | Atlético Nacional       | Atlético Nacional       | 4                              | 0                   | Racing Club       | Racing Club       | 0                  | 0 (1)              |                    |                    |  |  | 28 septembre et 5 octobre 2023 | 28 septembre et 5 octobre 2023 | 28 septembre et 5 octobre 2023 | 28 septembre et 5 octobre 2023 |  |  | 4 novembre 2023 - Stade Maracanã, Rio de Janeiro | 4 novembre 2023 - Stade Maracanã, Rio de Janeiro | 4 novembre 2023 - Stade Maracanã, Rio de Janeiro | 4 novembre 2023 - Stade Maracanã, Rio de Janeiro |
|  | 2 et 9 août 2023        |                         |                                |                     | Racing Club       | Racing Club       | 0                  | 0 (1)              |                    |                    |  |  | 28 septembre et 5 octobre 2023 | 28 septembre et 5 octobre 2023 | 28 septembre et 5 octobre 2023 | 28 septembre et 5 octobre 2023 |  |  | 4 novembre 2023 - Stade Maracanã, Rio de Janeiro | 4 novembre 2023 - Stade Maracanã, Rio de Janeiro | 4 novembre 2023 - Stade Maracanã, Rio de Janeiro | 4 novembre 2023 - Stade Maracanã, Rio de Janeiro |
|  |                         |                         | Boca Juniors tab               | Boca Juniors tab    | 0                 | 0 (4)             |                    |                    |                    |                    |  |  | 28 septembre et 5 octobre 2023 | 28 septembre et 5 octobre 2023 | 28 septembre et 5 octobre 2023 | 28 septembre et 5 octobre 2023 |  |  | 4 novembre 2023 - Stade Maracanã, Rio de Janeiro | 4 novembre 2023 - Stade Maracanã, Rio de Janeiro | 4 novembre 2023 - Stade Maracanã, Rio de Janeiro | 4 novembre 2023 - Stade Maracanã, Rio de Janeiro |
|  | Boca Juniors tab        | Boca Juniors tab        | Boca Juniors tab               | Boca Juniors tab    | 0                 | 0 (4)             | 0                  | 2 (4)              |                    |                    |  |  | 28 septembre et 5 octobre 2023 | 28 septembre et 5 octobre 2023 | 28 septembre et 5 octobre 2023 | 28 septembre et 5 octobre 2023 |  |  | 4 novembre 2023 - Stade Maracanã, Rio de Janeiro | 4 novembre 2023 - Stade Maracanã, Rio de Janeiro | 4 novembre 2023 - Stade Maracanã, Rio de Janeiro | 4 novembre 2023 - Stade Maracanã, Rio de Janeiro |
|  | Boca Juniors tab        | Boca Juniors tab        | 23 et 30 août 2023             |                     |                   |                   | 0                  | 2 (4)              |                    |                    |  |  | 28 septembre et 5 octobre 2023 | 28 septembre et 5 octobre 2023 | 28 septembre et 5 octobre 2023 | 28 septembre et 5 octobre 2023 |  |  | 4 novembre 2023 - Stade Maracanã, Rio de Janeiro | 4 novembre 2023 - Stade Maracanã, Rio de Janeiro | 4 novembre 2023 - Stade Maracanã, Rio de Janeiro | 4 novembre 2023 - Stade Maracanã, Rio de Janeiro |
|  | Nacional                | Nacional                | 0                              | 2 (2)               |                   |                   |                    |                    |                    |                    |  |  | 28 septembre et 5 octobre 2023 | 28 septembre et 5 octobre 2023 | 28 septembre et 5 octobre 2023 | 28 septembre et 5 octobre 2023 |  |  | 4 novembre 2023 - Stade Maracanã, Rio de Janeiro | 4 novembre 2023 - Stade Maracanã, Rio de Janeiro | 4 novembre 2023 - Stade Maracanã, Rio de Janeiro | 4 novembre 2023 - Stade Maracanã, Rio de Janeiro |
|  | Nacional                | Nacional                | 0                              | 2 (2)               | Boca Juniors tab  | Boca Juniors tab  | 0                  | 1 (4)              |                    |                    |  |  |                                |                                |                                |                                |  |  | 4 novembre 2023 - Stade Maracanã, Rio de Janeiro | 4 novembre 2023 - Stade Maracanã, Rio de Janeiro | 4 novembre 2023 - Stade Maracanã, Rio de Janeiro | 4 novembre 2023 - Stade Maracanã, Rio de Janeiro |
|  | 2 et 9 août 2023        |                         |                                |                     | Boca Juniors tab  | Boca Juniors tab  | 0                  | 1 (4)              |                    |                    |  |  |                                |                                |                                |                                |  |  | 4 novembre 2023 - Stade Maracanã, Rio de Janeiro | 4 novembre 2023 - Stade Maracanã, Rio de Janeiro | 4 novembre 2023 - Stade Maracanã, Rio de Janeiro | 4 novembre 2023 - Stade Maracanã, Rio de Janeiro |
|  |                         |                         | SE Palmeiras                   | SE Palmeiras        | 0                 | 1 (2)             |                    |                    |                    |                    |  |  |                                |                                |                                |                                |  |  | 4 novembre 2023 - Stade Maracanã, Rio de Janeiro | 4 novembre 2023 - Stade Maracanã, Rio de Janeiro | 4 novembre 2023 - Stade Maracanã, Rio de Janeiro | 4 novembre 2023 - Stade Maracanã, Rio de Janeiro |
|  | Independiente del Valle | Independiente del Valle | SE Palmeiras                   | SE Palmeiras        | 0                 | 1 (2)             | 0                  | 1                  |                    |                    |  |  |                                |                                |                                |                                |  |  | 4 novembre 2023 - Stade Maracanã, Rio de Janeiro | 4 novembre 2023 - Stade Maracanã, Rio de Janeiro | 4 novembre 2023 - Stade Maracanã, Rio de Janeiro | 4 novembre 2023 - Stade Maracanã, Rio de Janeiro |
|  | Independiente del Valle | Independiente del Valle | 27 septembre et 4 octobre 2023 |                     |                   |                   | 0                  | 1                  |                    |                    |  |  |                                |                                |                                |                                |  |  | 4 novembre 2023 - Stade Maracanã, Rio de Janeiro | 4 novembre 2023 - Stade Maracanã, Rio de Janeiro | 4 novembre 2023 - Stade Maracanã, Rio de Janeiro | 4 novembre 2023 - Stade Maracanã, Rio de Janeiro |
|  | Deportivo Pereira       | Deportivo Pereira       | 1                              | 1                   |                   |                   |                    |                    |                    |                    |  |  |                                |                                |                                |                                |  |  | 4 novembre 2023 - Stade Maracanã, Rio de Janeiro | 4 novembre 2023 - Stade Maracanã, Rio de Janeiro | 4 novembre 2023 - Stade Maracanã, Rio de Janeiro | 4 novembre 2023 - Stade Maracanã, Rio de Janeiro |
|  | Deportivo Pereira       | Deportivo Pereira       | 1                              | 1                   | Deportivo Pereira | Deportivo Pereira | 0                  | 0                  |                    |                    |  |  |                                |                                |                                |                                |  |  | 4 novembre 2023 - Stade Maracanã, Rio de Janeiro | 4 novembre 2023 - Stade Maracanã, Rio de Janeiro | 4 novembre 2023 - Stade Maracanã, Rio de Janeiro | 4 novembre 2023 - Stade Maracanã, Rio de Janeiro |
|  | 2 et 9 août 2023        |                         |                                |                     | Deportivo Pereira | Deportivo Pereira | 0                  | 0                  |                    |                    |  |  |                                |                                |                                |                                |  |  | 4 novembre 2023 - Stade Maracanã, Rio de Janeiro | 4 novembre 2023 - Stade Maracanã, Rio de Janeiro | 4 novembre 2023 - Stade Maracanã, Rio de Janeiro | 4 novembre 2023 - Stade Maracanã, Rio de Janeiro |
|  |                         |                         | SE Palmeiras                   | SE Palmeiras        | 4                 | 0                 |                    |                    |                    |                    |  |  |                                |                                |                                |                                |  |  | 4 novembre 2023 - Stade Maracanã, Rio de Janeiro | 4 novembre 2023 - Stade Maracanã, Rio de Janeiro | 4 novembre 2023 - Stade Maracanã, Rio de Janeiro | 4 novembre 2023 - Stade Maracanã, Rio de Janeiro |
|  | SE Palmeiras            | SE Palmeiras            | SE Palmeiras                   | SE Palmeiras        | 4                 | 0                 | 1                  | 0                  |                    |                    |  |  |                                |                                |                                |                                |  |  | 4 novembre 2023 - Stade Maracanã, Rio de Janeiro | 4 novembre 2023 - Stade Maracanã, Rio de Janeiro | 4 novembre 2023 - Stade Maracanã, Rio de Janeiro | 4 novembre 2023 - Stade Maracanã, Rio de Janeiro |
|  | SE Palmeiras            | SE Palmeiras            | 22 et 29 août 2023             |                     |                   |                   | 1                  | 0                  |                    |                    |  |  |                                |                                |                                |                                |  |  | 4 novembre 2023 - Stade Maracanã, Rio de Janeiro | 4 novembre 2023 - Stade Maracanã, Rio de Janeiro | 4 novembre 2023 - Stade Maracanã, Rio de Janeiro | 4 novembre 2023 - Stade Maracanã, Rio de Janeiro |
|  | Atlético Mineiro        | Atlético Mineiro        | 0                              | 0                   |                   |                   |                    |                    |                    |                    |  |  |                                |                                |                                |                                |  |  | 4 novembre 2023 - Stade Maracanã, Rio de Janeiro | 4 novembre 2023 - Stade Maracanã, Rio de Janeiro | 4 novembre 2023 - Stade Maracanã, Rio de Janeiro | 4 novembre 2023 - Stade Maracanã, Rio de Janeiro |
|  | Atlético Mineiro        | Atlético Mineiro        | 0                              | 0                   | Boca Juniors      | Boca Juniors      | 1                  | 1                  |                    |                    |  |  |                                |                                |                                |                                |  |  |                                                  |                                                  |                                                  |                                                  |
|  | 1er et 8 août 2023      |                         |                                |                     | Boca Juniors      | Boca Juniors      | 1                  | 1                  |                    |                    |  |  |                                |                                |                                |                                |  |  |                                                  |                                                  |                                                  |                                                  |
|  |                         |                         | Fluminense FC                  | Fluminense FC       | 2                 | 2                 |                    |                    |                    |                    |  |  |                                |                                |                                |                                |  |  |                                                  |                                                  |                                                  |                                                  |
|  | Athletico Paranaense    | Athletico Paranaense    | Fluminense FC                  | Fluminense FC       | 2                 | 2                 | 1                  | 2 (4)              |                    |                    |  |  |                                |                                |                                |                                |  |  |                                                  |                                                  |                                                  |                                                  |
|  | Athletico Paranaense    | Athletico Paranaense    |                                |                     |                   |                   |                    | 2 (4)              |                    |                    |  |  |                                |                                |                                |                                |  |  |                                                  |                                                  |                                                  |                                                  |
|  | Club Bolívar tab        | Club Bolívar tab        | 3                              | 0 (5)               |                   |                   |                    |                    |                    |                    |  |  |                                |                                |                                |                                |  |  |                                                  |                                                  |                                                  |                                                  |
|  | Club Bolívar tab        | Club Bolívar tab        | 3                              | 0 (5)               | Club Bolívar      | Club Bolívar      | 0                  | 0                  |                    |                    |  |  |                                |                                |                                |                                |  |  |                                                  |                                                  |                                                  |                                                  |
|  | 1er et 8 août 2023      |                         |                                |                     | Club Bolívar      | Club Bolívar      | 0                  | 0                  |                    |                    |  |  |                                |                                |                                |                                |  |  |                                                  |                                                  |                                                  |                                                  |
|  |                         |                         | SC Internacional               | SC Internacional    | 1                 | 2                 |                    |                    |                    |                    |  |  |                                |                                |                                |                                |  |  |                                                  |                                                  |                                                  |                                                  |
|  | SC Internacional tab    | SC Internacional tab    | SC Internacional               | SC Internacional    | 1                 | 2                 | 1                  | 2 (9)              |                    |                    |  |  |                                |                                |                                |                                |  |  |                                                  |                                                  |                                                  |                                                  |
|  | SC Internacional tab    | SC Internacional tab    | 24 et 31 août 2023             |                     |                   |                   | 1                  | 2 (9)              |                    |                    |  |  |                                |                                |                                |                                |  |  |                                                  |                                                  |                                                  |                                                  |
|  | River Plate             | River Plate             | 2                              | 1 (8)               |                   |                   |                    |                    |                    |                    |  |  |                                |                                |                                |                                |  |  |                                                  |                                                  |                                                  |                                                  |
|  | River Plate             | River Plate             | 2                              | 1 (8)               | SC Internacional  | SC Internacional  | 2                  | 1                  |                    |                    |  |  |                                |                                |                                |                                |  |  |                                                  |                                                  |                                                  |                                                  |
|  | 1er et 8 août 2023      |                         |                                |                     | SC Internacional  | SC Internacional  | 2                  | 1                  |                    |                    |  |  |                                |                                |                                |                                |  |  |                                                  |                                                  |                                                  |                                                  |
|  |                         |                         | Fluminense FC                  | Fluminense FC       | 2                 | 2                 |                    |                    |                    |                    |  |  |                                |                                |                                |                                |  |  |                                                  |                                                  |                                                  |                                                  |
|  | Fluminense FC           | Fluminense FC           | Fluminense FC                  | Fluminense FC       | 2                 | 2                 | 1                  | 2                  |                    |                    |  |  |                                |                                |                                |                                |  |  |                                                  |                                                  |                                                  |                                                  |
|  | Fluminense FC           | Fluminense FC           |                                |                     |                   |                   |                    | 2                  |                    |                    |  |  |                                |                                |                                |                                |  |  |                                                  |                                                  |                                                  |                                                  |
|  | Argentinos Juniors      | Argentinos Juniors      | 1                              | 0                   |                   |                   |                    |                    |                    |                    |  |  |                                |                                |                                |                                |  |  |                                                  |                                                  |                                                  |                                                  |
|  | Argentinos Juniors      | Argentinos Juniors      | 1                              | 0                   | Fluminense FC     | Fluminense FC     | 2                  | 3                  |                    |                    |  |  |                                |                                |                                |                                |  |  |                                                  |                                                  |                                                  |                                                  |
|  | 3 et 10 août 2023       |                         |                                |                     | Fluminense FC     | Fluminense FC     | 2                  | 3                  |                    |                    |  |  |                                |                                |                                |                                |  |  |                                                  |                                                  |                                                  |                                                  |
|  |                         |                         | Club Olimpia                   | Club Olimpia        | 0                 | 1                 |                    |                    |                    |                    |  |  |                                |                                |                                |                                |  |  |                                                  |                                                  |                                                  |                                                  |
|  | Club Olimpia            | Club Olimpia            | Club Olimpia                   | Club Olimpia        | 0                 | 1                 | 0                  | 3                  |                    |                    |  |  |                                |                                |                                |                                |  |  |                                                  |                                                  |                                                  |                                                  |
|  | Club Olimpia            | Club Olimpia            |                                |                     |                   |                   |                    | 3                  |                    |                    |  |  |                                |                                |                                |                                |  |  |                                                  |                                                  |                                                  |                                                  |
|  | CR Flamengo             | CR Flamengo             | 1                              | 1                   |                   |                   |                    |                    |                    |                    |  |  |                                |                                |                                |                                |  |  |                                                  |                                                  |                                                  |                                                  |
|  | CR Flamengo             | CR Flamengo             | 1                              | 1                   |                   |                   |                    |                    |                    |                    |  |  |                                |                                |                                |                                |  |  |                                                  |                                                  |                                                  |                                                  |
|  |                         |                         |                                |                     |                   |                   |                    |                    |                    |                    |  |  |                                |                                |                                |                                |  |  |                                                  |                                                  |                                                  |                                                  |

## Finale
Fluminense FC remporte la compétition à la suite de sa victoire 2 buts à 1 après prolongation face à Boca Juniors.
| Finale                        | Boca Juniors  | 1 - 2 ap              | Fluminense FC          | Stade Maracanã, Rio de Janeiro                 |                                                |
| 4 novembre 2023 17:00 (UTC-3) | Advíncula 72e | (0 - 1, 1 - 1, 1 - 2) | 36e Cano · 99e Kennedy | Spectateurs : 69 232 Arbitrage : Wilmar Roldán | Spectateurs : 69 232 Arbitrage : Wilmar Roldán |
| 4 novembre 2023 17:00 (UTC-3) | Rapport       |                       |                        | Spectateurs : 69 232 Arbitrage : Wilmar Roldán | Spectateurs : 69 232 Arbitrage : Wilmar Roldán |

| Boca Juniors | Fluminense |

| Gardien de but | 01 | Sergio Romero            |        |      |
|                | 17 | Luis Advíncula           |        |      |
|                | 04 | Nicolás Figal            | 68e    | 113e |
|                | 15 | Nicolás Valentini        |        |      |
|                | 18 | Frank Fabra              | 105+7e |      |
|                | 36 | Cristian Medina          |        | 106e |
|                | 08 | Guillermo Fernández (en) |        |      |
|                | 21 | Ezequiel Fernández       |        | 106e |
|                | 19 | Valentín Barco           |        | 78e  |
|                | 16 | Miguel Merentiel         |        | 91e  |
|                | 10 | Edinson Cavani           | 64e    | 78e  |
| Remplaçants :  |    |                          |        |      |
| Gardien de but | 13 | Javier García            |        |      |
|                | 02 | Facundo Roncaglia        |        |      |
|                | 03 | Marcelo Saracchi         | 120e   | 106e |
|                | 25 | Bruno Valdez             |        | 113e |
|                | 57 | Marcelo Weigandt         |        |      |
|                | 20 | Juan Ramírez (en)        |        |      |
|                | 23 | Diego González (en)      |        |      |
|                | 39 | Vicente Taborda (en)     |        | 106e |
|                | 49 | Jorman Campuzano         |        |      |
|                | 09 | Darío Benedetto          |        | 78e  |
|                | 11 | Lucas Janson (en)        |        | 91e  |
|                | 41 | Luca Langoni             | 94e    | 78e  |
| Entraîneur :   |    |                          |        |      |
| Jorge Almirón  |    |                          |        |      |

| Gardien de but | 01 | Fábio              |           |      |
|                | 02 | Samuel Xavier (en) |           | 85e  |
|                | 33 | Nino               | 105+7e    |      |
|                | 30 | Felipe Melo        |           | 52e  |
|                | 12 | Marcelo            |           | 80e  |
|                | 08 | Martinelli         |           | 80e  |
|                | 07 | André              |           |      |
|                | 21 | Jhon Arias         |           |      |
|                | 10 | Ganso              |           | 80e  |
|                | 11 | Keno (en)          | 67e       | 103e |
|                | 14 | Germán Cano        | 120e      |      |
| Remplaçants :  |    |                    |           |      |
| Gardien de but | 22 | Pedro Rangel (en)  |           |      |
|                | 04 | Marlon             |           | 52e  |
|                | 23 | Guga               |           | 85e  |
|                | 40 | Diogo Barbosa (en) |           | 80e  |
|                | 44 | David Braz (en)    |           | 103e |
|                | 05 | Alexsander         |           |      |
|                | 19 | Leonardo Fernández |           |      |
|                | 20 | Daniel (en)        |           |      |
|                | 29 | Thiago Santos (en) |           |      |
|                | 45 | Lima (en)          |           | 80e  |
|                | 09 | John Kennedy       | 89e, 101e | 80e  |
|                | 38 | Yony González      |           |      |
| Entraîneur :   |    |                    |           |      |
| Fernando Diniz |    |                    |           |      |

| Assistants : Alexander Guzmán Dionisio Ruiz Quatrième arbitre : Andrés Rojas Cinquième arbitre : Wilmar Navarro Arbitre vidéo : Juan Lara Assistants arbitre vidéo : Ángelo Hermosilla Edson Cisternas Jhon Ospina Homme du Match : John Kennedy |

## Classement des buteurs
|     | Buteur           | Club                   | Buts |
| --- | ---------------- | ---------------------- | ---- |
| 1re | German Cano      | Fluminense FC          | 13   |
| 2e  | Paulinho         | Atlético Mineiro       | 7    |
| 3e  | Dorlan Pabon     | Atlético Nacional      | 6    |
| 4e  | Luciano Pons     | Independiente Medellín | 5    |
| 5e  | Artur            | SE Palmeiras           | 5    |
| 6e  | Alan Patrick     | SC Internacional       | 5    |
| 7e  | Ruben Betancourt | Liverpool FC           | 4    |
| 8e  | Guillermo Paiva  | Club Olimpia           | 4    |
| 9e  | John Kennedy     | Fluminense FC          | 4    |
| 10e | Enner Valencia   | SC Internacional       | 4    |
| 11e | Enrique Triverio | The Strongest          | 4    |
| 12e | Vitor Roque      | Athletico Paranaense   | 4    |
| 13e | Lucas Beltrán    | River Plate            | 4    |
| 14e | Ronnie Fernandez | Club Bolívar           | 4    |
| 15e | Luis Advíncula   | River Plate            | 4    |